# Na parket! (3. řada)
Třetí řada televizního seriálu Na parket! je pokračování druhé řady téhož seriálu. Dne 4. června 2012 televize Disney Channel oznámila, že se seriál vrátí na obrazovky ve 3. řadě. Kenton Duty zde již neúčinkuje jako hlavní postava, ale pouze jako hostující postava. Premiérové vysílání probíhalo od 14. října 2012 do 10. listopadu 2013. Již 25. července 2013 bylo oznámeno, že seriál Na parket! už nebude televizí prodlužován a 3. řada je jeho poslední. V Česku byla tato řada odvysílána v premiéře od 16. února 2013 do 2. února 2014.

## Obsazení
- Bella Thorne, Zendaya a Davis Cleveland hráli ve všech dílech.
- Roshon Fegan chyběl v pěti dílech.
- Adam Irigoyen chyběl v pěti dílech.
- Caroline Sunshine chyběla v deseti dílech.

## Díly
| Č. v seriálu | Č. v řadě | Původní název            | Český název     | Režie                    | Scénář                         | Premiéra v USA     | Premiéra v ČR      | Produkční kód |
| --- | --------- | ------------------------ | --------------- | ------------------------ | ------------------------------ | ------------------ | ------------------ | ------------- |
| 53 | 1         | Fire It Up               | Zapal to        | Joel Zwick               | Rob Lotterstein                | 14. října 2012     | 16. února 2013     | 301           |
| CeCe a Rocky se zděsí, když zjistí že shořelo Na parket Chicago! Vysílání show je dočasně pozastaveno. Jelikož CeCe byla poslední ve studiu a nechala zapnutou kulnou před tím než odjela do Japonska, tak si myslí že je to její vina. Mezitím Gary je v depresi protože je bez práce, tak Ty přesvědčí Deuce aby ho zaměstnal v Pizerii u Krastyho. Nakonec se ukáže, že za požár může Garyho vadné solárium. Písně: Calling All the Monsters, Law of Averages Chybí: — Hosté: Anita Barone jako Georgia, R. Brandon Johnson jako Gary Wilde, Elektrolytes hrají sami sebe |           |                          |                 |                          |                                |                    |                    |               |
| 54 | 2         | Funk It Up               | Urovnej to      | Joel Zwick               | Eileen Conn                    | 28. října 2012     | 16. února 2013     | 302           |
| CeCe má bez Na parket Chicago! chandru. Je inspirována projevem v baru mitzvah, kde Rocky domluvila vystoupení. Mezitím Howie, kluk který se setkal s Rocky v baru, se do ní zamiloval, ale Rocky ho nechce protože je mladý. Navíc Ty je nastvaný, protože Deuce mu nakreslil na obličej knír s nesmytelnou fixou. Také Flynn pozve Jeremyho na Kariérní den místo Georgie, ta na Jeremyho žárlí. Písně: Getcha Head In the Game (Bella Thorne) Chybí: Caroline Sunshine jako Tinka Hessenheffer Hosté: Anita Barone jako Georgia |           |                          |                 |                          |                                |                    |                    |               |
| 55 | 3         | Spirit It Up             | Povzbuď to      | Joel Zwick               | Darin Henry                    | 4. listopadu 2012  | 23. února 2013     | 303           |
| Rocky je v panice bez Na parket Chicago!, CeCe se jí snaží pomáhat. Když zjistí, že družstvo roztleskávaček je hrozné, rozhodnou se do něj přihlásit. Později tým jmenuje Cece jako prezidentku a přemlouvají ji, aby vyhodila Rocky. Mezitím se Deuce cítí špatně, protože Gunther odjel od Tinky do rodné země, a tak přesvědčí Dinu, aby si Tinky všímali. Nicméně Deuce je naštvaný, neboť Dina a Tinka tráví každou minutu spolu a on se cítí jako třetí kolo u vozu. Flynn se naštve, jelikož má špatnou pověst jako kamarád. Písně: I Can Do Better (Young L.A.) Chybí: Roshon Fegan jako Ty Blue Hosté: Ainsley Bailey jako Dina |           |                          |                 |                          |                                |                    |                    |               |
| 56 | 4         | Lock It Up               | Zamkni to       | Joel Zwick               | Jenny Lee                      | 11. listopadu 2012 | 2. března 2013     | 304           |
| Poté, co CeCe a Rocky tancují v nemocnici, Rocky se přihlásí k dobrovolné práci v nemocnici. Při uklízení pokoje se dostane s Flynnem do karantény. Dr. Curtis Blue říká, že si nejsou jistí, zda je nemoc infekční, výsledky dorazí až za šedesát hodin. Mezitím CeCe pozve Louise na pizzu bez vědomí, že je slepý. Když to CeCe zjistí, mluví pořád jen o sobě. Deuce je naštvaný, protože Dina používá jeho skříňku. Písně: Contagious Love (Bella Thorne a Zendaya) Chybí: Caroline Sunshine jako Tinka Hessenheffer Hosté: Ainsley Bailey jako Dina, Phil Morris jako Dr. Curtis Blue, Chase Austin jako Louis |           |                          |                 |                          |                                |                    |                    |               |
| 57 | 5         | Merry Merry It Up        | Naprav to       | Joel Zwick               | Jennifer Glickman              | 2. prosince 2012   | 30. března 2013    | 306           |
| Jeremy mění Vánoční tradice u Johnsonových a CeCe se s ním pohádá. Georgia se kvůli CeCe rozejde s Jeremym. CeCe se v noci zjeví Rocky jako duch Vánočního tance a vezme CeCe ve snu do minulosti, současnosti a budoucnosti. Mezitím Flynn vyhraje vířivku, protože zavolal desátý v rádiové soutěži. Deuce má odjet s rodinou do Caba, ale nestihne let, a tak tráví Vánoce s rodinou Blueovou, ale Tyovi začíná lézt na nervy. Nakonec jsou Jeremy a Georgia zase spolu. Písně: Shake Santa Shake Chybí: Caroline Sunshine jako Tinka Hessenheffer Hosté: — Poznámka: Rockyino plné jméno je Raquel Oprah Blue. |           |                          |                 |                          |                                |                    |                    |               |
| 58 | 6         | Home Alone It Up         | Pohlídej to     | Joel Zwick               | Jenn Lloyd, Kevin Bonani       | 9. prosince 2012   | 6. dubna 2013      | 305           |
| CeCe přesvědčí Georgiu, aby ji nechala hlídat Flynna, protože se chce setkat s Jeremyho rodiči poté, co ji přesvědčí, že je "zodpovědná". Ale když zahlédne v jednodenním výprodeji boty, dává ho Rocky na starosti, i když je nemocná. Jakmile se CeCe vrátí z nákupů, dům je v úplně katastrofálním stavu a Flynn není nikde k nalezení. CeCe a Rocky ho vyrazili najít dřív, než to Georgia zjistí. Písně: Afterparty Chybí: Caroline Sunshine jako Tinka Hessenheffer Hosté: — |           |                          |                 |                          |                                |                    |                    |               |
| 59 | 7         | Oh Brother It Up         | Sbratři to      | Rosario J. Roveto mladší | Rob Lotterstein                | 13. ledna 2013     | 13. dubna 2013     | 307           |
| CeCe a Rocky získají práci v podniku Bobův kebab, ale CeCe je vyhozena jejím šéfem a manažerem jménem Logan (Leo Howard). CeCe zjistí, že Logan je Jeremyho syn, jakmile se Logan ukáže v jejím bytě na oslavu Jeremyho narozenin. Při večeři Jeremy požádá Georgiu o ruku a ona říká ano. Logan a CeCe si zjistí, že budou nevlastní sourozenci. Mezitím se Tinka snaží upéct perfektní dort pro Jeremyho. Písně: — Chybí: Roshon Fegan jako Ty Blue, Adam Irigoyen jako Deuce Martinez Hosté: — |           |                          |                 |                          |                                |                    |                    |               |
| 60 | 8         | Quit It Up               | Zanech toho     | Joel Zwick               | Jenny Lee                      | 27. ledna 2013     | 20. dubna 2013     | 308           |
| CeCe se musí překonat a nesmí odejít z trapné práce, protože si Logan myslí, že CeCe po chvíli hned všechno vzdá. Mezitím holky zjišťují, že studio show Na parket Chicago! není opraveno. Potom se konečně dokončí oprava studia Na parket Chicago!, ovšem holky zjistí, že musí jít znovu na konkurz. Písně: This is My Dance Floor Chybí: Roshon Fegan jako Ty Blue, Adam Irigoyen jako Deuce Martinez Hosté: — |           |                          |                 |                          |                                |                    |                    |               |
| 61 | 9         | Ty It Up                 | Odstup z toho   | Joel Zwick               | Eileen Conn                    | 17. února 2013     | 7. června 2013     | 309           |
| CeCe, Rocky a Tinka jdou na nový konkurz do Na parket Chicago. Ty se rozhodne dělat Tince partnera, jelikož Gunter odjel do své země. Když prozrazují producenti, kdo byl vybrán, CeCe a Tinka postupují. Ale zda poslední místo dostane Ty nebo Rocky, se bude ještě rozhodovat. Ty prozrazují, že v Na parket Chicago chce opravdu být, a tak vzniká válka mezi Rocky a Tyem o poslední místo. Později se však Ty stává novým moderátorem, avšak Rocky i přes to neberou, protože chtějí nové tváře a sebrali už Rocky a Tinku. Písně: Bring the Fire, The Star I R, Moves Like Magic, These Boots Are Made For Walkin Floor Chybí: Adam Irigoyen jako Deuce Martinez Hosté: — |           |                          |                 |                          |                                |                    |                    |               |
| 62 | 10        | My Fair Librarian It Up  | Proměň to       | Alfonso Ribeiro          | Jennifer Glickman              | 24. února 2013     | 18. května 2013    | 310           |
| Carly Rae Jepsen navštěvuje Na parket, Chicago! s písní "Sweetie". Školní knihovnice se zamiluje do kolegu učitele a CeCe s Rocky jí pomůžou tím, že jí udělají celkem nový vzhled. Mezitím Ty a Deuce potkávají Logana, poté co je Flynn zavolá, aby Loganovi pomohli s jeho autem. Deuce se však začíná s Loganem sbližovat a Ty začíná žárlit. Když Rocky řekne slovo "Tanec", CeCe si uvědomuje, jak jí chybí tancování v Na parket, Chicago! Písně: Sweetie Chybí: Caroline Sunshine jako Tinka Hessenheffer Hosté: Carly Rae Jepsen jako ona sama, Tyra Banks jako Ms. Burke Poznámka: Logan potkává Tye a Deuce. |           |                          |                 |                          |                                |                    |                    |               |
| 63 | 11        | Clean It Up              | Vyčisti to      | Joel Zwick               | Darin Henry                    | 10. března 2013    | 8. června 2013     | 311           |
| CeCe nechtěně zašpiní svatební šaty Georgii opalovacím krémem. Mezitím Rocky slíbí Loganovi, že ho naučí tančit na ploužáky na Georginou svatbu, když se nebude hádat s CeCe. Při lekci ho však Rocky nechtěně políbí, což má za následek, že ji Logan políbí zpátky. Písně: — Chybí: Adam Irigoyen jako Deuce Martinez, Caroline Sunshine jako Tinka Hessenheffer Hosté: — Poznámka: V tomto dílu neúčinkuje Tinka, protože na konci dílu tancuje v Na parket, Chicago!. Logan přebírá v tomto dílu roli Gunthera jako nepřítele Tya. |           |                          |                 |                          |                                |                    |                    |               |
| 64 | 12        | I Do It Up               | Vezmi si to     | Joel Zwick               | Rob Lotterstein                | 17. března 2013    | 15. června 2013    | 312           |
| Večer před svatbou Gorgie přichází její bývalý manžel JJ strávit čas s rodinou, ale věci nabírají neočekávaný směr, když je Flynn svědkem polibku Gorgie a JJe. Flyn neví, jestli to má říct nebo mlčet. Logan se snaží promluvit s Rocky o jejich vztahu a Ty do toho pořád zasahuje. Nakonec Georgia a Jeremy ruší svatbu. Jeremy se přiznává, že to chtěl udělat dřív, ale neměl odvahu. Písně: I Do Chybí: — Hosté: — |           |                          |                 |                          |                                |                    |                    |               |
| 65 | 13        | Forward & Back It Up     | Vrať se         | Joel Zwick               | Jennifer Glickman, Darin Henry | 24. března 2013    | 28. září 2013      | 313           |
| Rocky zachraňuje Philovi život. Ten jí celý šťastný nabízí její práci zpátky. Rocky odmítá a opět zkouší konkurz do Na Parket Chicago. Nakonec se do Na Parket Chicago! vrací. Mezitím Flynn a Deuce rozbíhají muzeum u Crustyho. Písně: I'm Back Chybí: — Hosté: — |           |                          |                 |                          |                                |                    |                    |               |
| 66 | 14        | Switch It Up             | Vyměň to        | Joel Zwick               | Cat Davis, Eddie Quintana      | 7. dubna 2013      | 24. srpna 2013     | 317           |
| Tinka nechtěně vymění CeCe a Flynnovi těla, když použije kouzlo babičky, která ho používala na Gunthera a ji, když se hádali. Rocky se mezitím snaží zabít Tya, protože ji nezařadil do tance tento týden. Nakonec se ukazuje, že se všechno CeCe zdálo. Písně: Freaky Freakend Chybí: — Hosté: — |           |                          |                 |                          |                                |                    |                    |               |
| 67 | 15        | Love and War It Up       | Vyber si        | Joel Zwick               | Jenny Lee                      | 28. dubna 2013     | 5. října 2013      | 316           |
| Teď, když budou příbuzní, se snaží Rocky přesvědčit CeCe a Logana, aby spolu vycházeli, aby už Rocky nemusela tajit, že s Loganem randí. CeCe nakonec souhlasí, ale Logan to nedokáže a tak mu Rocky řekne, že nemůže randit s někým, kdo nedokáže dát šanci její nejlepší kamarádce. Mezitím Flynn a Deuce zvou Tinku, aby zpívala v jejich kapele, v které hrají na imaginární kytaru. Písně: The Same Heart, Contagious Love Chybí: Roshon Fegan jako Ty Blue Hosté: — |           |                          |                 |                          |                                |                    |                    |               |
| 68 | 16        | In the Bag It Up         | Vyhraj to       | Alfonso Ribeiro          | David Tolentino                | 12. května 2013    | 2. listopadu 2013  | 314           |
| Rocky, CeCe a Tinka si dělí náklady na koupu módní kabelky. Mezitím Deuce a jeho otec hrají turnaj v Bowlingu, ale zjistí, že Dina je ve druhém týmu. Tinka bojuje s Kristin o to, kdo má lepší šaty, ale Kristin vyhrává a Tinka je poražena. Písně: Sharp as a Razor Chybí: — Hosté: — |           |                          |                 |                          |                                |                    |                    |               |
| 69 | 17        | Brain It Up              | Nauč se to      | Alfonso Ribeiro          | Jenn Lloyd, Kevin Bonani       | 2. června 2013     | 9. listopadu 2013  | 315           |
| Když je CeCe vyhozená z chytré třídy, objevuje lehčí životní styl. CeCe nahrazuje místo Rocky v chytré třídě. Nakonec je však opět zařazena do obyčejné třídy a tak jsou CeCe i Rocky v stejné třídě. Písně: — Chybí: Roshon Fegan jako Ty Blue, Caroline Sunshine jako Tinka Hessenheffer Hosté: — |           |                          |                 |                          |                                |                    |                    |               |
| 70 | 18        | Opposites Attract It Up  | Nepředstírej to | Joel Zwick               | Eileen Conn                    | 23. června 2013    | 12. října 2013     | 318           |
| CeCe jde na rande s klukem jménem James. Po jejich rande si uvědomuje, že se jí líbí, přesto má obavy, protože si myslí, že je na ni příliš chytrý. Mezitím učí Rocky třídu Flynna, jenže děti ji nenávidí. Deuceovi začínají růst vousy, ale Dině se to nelíbí. Písně: — Chybí: Caroline Sunshine jako Tinka Hessenheffer Hosté: — |           |                          |                 |                          |                                |                    |                    |               |
| 71 | 19        | Psych It Up              | Vyvěšti to      | Rosario J. Roveto mladší | Rob Lotterstein                | 14. července 2013  | 16. listopadu 2013 | 319           |
| Po rozchodu CeCe s Jamesem se rozhodne CeCe navštívit věštkyni Madam Tiffany, která jí řekne, že najde svou pravou lásku ve středu na rohu Monroe a Michigan. CeCe tomu věří a je přesvědčená, že musí jít za svou láskou. Rocky jí chce dokázat, že věštění je podvod a to na spolužačce Margie. Když se Rockyiiny věštby vyplní, uvěří tomu, a dokonce začne sama věštit jako Madam Raquel. CeCe jde ve středu potkat svou lásku, ale ukáže se, že se jedná o štěně jménem Taco. CeCe je naštvaná, že její láska není člověk. Brzy však zjišťuje, že jeho majitel se jmenuje Monroe a je z Michiganu. Pozve jí na rande a CeCe přijímá. Mezitím je Flynn přesvědčen, že je reinkarnované tělo Georga Washingtona, po té, co mu to Madam Tiffany řekne. Písně: Holla at the DJ Chybí: Caroline Sunshine jako Tinka Hessenheffer Hosté: — |           |                          |                 |                          |                                |                    |                    |               |
| 72 | 20        | Future It Up             | Posuň se v čase | Joel Zwick               | Eileen Conn                    | 28. července 2013  | 7. prosince 2013   | 320           |
| Děj se odehrává o dvacet dva let později v budoucnosti na školním srazu. Rocky a Cece ztratily mezi sebou kontakt. Obě jsou velmi úspěšné, Dina a Deuce čekají své osmé dítě. V průběhu setkání Rocky a Cece pomůžou při porodu. Rocky žije v New Yorku se svým manželem Markem, mezinárodním špionem, a jejich dítětem. Cece je vdaná za Logana a mají jedno dítě, Logana Jr. Ty je svobodný a pracuje pro Flynna v podniku na videohry, který je největší na světě. Tinka je také svobodná a je módní návrhářka. Ty a Tinka si uvědomí, že jsou oba osamělí, a tak Ty požádá Tinku o ruku, ta šťastně přijímá. Písně: Future Sounds Like Us Chybí: — Hosté: — |           |                          |                 |                          |                                |                    |                    |               |
| 73 | 21        | Oui Oui It Up            | Přijmi to       | Alfonso Ribeiro          | Jenny Lee                      | 4. srpna 2013      | 23. listopadu 2013 | 323           |
| CeCe jde na výměnný pobyt do francouzské rodiny. Zatím Ty potkává krásnou francouzskou dívkou. Tinka se snaží vztah překazit. Písně: — Chybí: — Hosté: — |           |                          |                 |                          |                                |                    |                    |               |
| 74 | 22        | My Bitter Sweet 16 It Up | Uspořádej to    | Joel Zwick               | Rob Lotterstein                | 25. srpna 2013     | 28. prosince 2013  | 325           |
| Rocky a CeCe se rozhodnout dohromady uspořádat úžasnou oslavu 16. narozenin, ale nemohou dělat to, co by chtěly, protože jejich matky nesouhlasí s jejich nápady. Marcieny nápady jsou velmi zastaralé a Georgia si myslí, že myšlenky její dcery jsou velmi honosné a drahé. Když CeCe objeví staré video z 16. narozenin své matky, získá zcela jiný pohled na věc. Písně: Beat of My Drum Chybí: — Hosté: Olivia Holt jako mladá Georgia |           |                          |                 |                          |                                |                    |                    |               |
| 75 | 23        | Stress It Up             | Vystresuj se    | Joel Zwick               | Darin Henry                    | 15. září 2013      | 12. ledna 2014     | 322           |
| Když dostane CeCe nabídku předvést její píseň v "Na parket Chicago", rozhodne se přestat mluvit celý týden, aby si zachovala svůj hlas. Mezitím se Rocky rozhodne, že by měla dělat sporty, což by vypadalo dobře na přihlášce na vysokou. Písně: Ring Ring Chybí: Adam Irigoyen jako Deuce Martinez Hosté: — |           |                          |                 |                          |                                |                    |                    |               |
| 76 | 24        | Loyal It Up              | Nezraď to       | Joel Zwick               | Eileen Conn                    | 29. září 2013      | 19. ledna 2014     | 324           |
| Gary Wilde se vrací a oznamuje, že pořádá novou taneční show - "Dance Factor" - a chce, aby se CeCe, Rocky a Tinka do programu zapojili. Mezitím Deuce a Flynn šílí, když zjistí, že jejich oblíbenou svačinku přestali vyrábět. Písně: Blow the System Chybí: — Hosté: — |           |                          |                 |                          |                                |                    |                    |               |
| 77 | 25        | Haunt It Up              | Vystraš to      | Kimberly McCullough      | Alison Taylor                  | 6. října 2013      | 26. ledna 2014     | 321           |
| Rocky a CeCe se rozhodnou, že jsou už příliš staré na Halloweenské koledování a chtějí se o Halloweenu věnovat více dospělými aktivitám, jako je pletení a sledování hororů. Brzy si uvědomí, že tak přišli o zábavu a sladkosti a snaží se zachránit to, co zbylo z jejich Halloweenu. Mezitím Flynn zpochybňuje Tye a Deuce, kteří věří, že v starém domě straší mladý duch. Písně: Let's Get Tricky Chybí: — Hosté: — |           |                          |                 |                          |                                |                    |                    |               |
| 78 | 26        | Remember Me              | Pamatuj si to   | Joel Zwick               | Rob Lotterstein                | 10. listopadu 2013 | 2. února 2014      | 326           |
| Když Na parket, Chicago hostí módní přehlídku s dívkami jako modelkami, Cece skončí při tragické nehodě, která jí způsobí amnézii. Když jí v nemocnici Rocky řekne, že bude stát po jejím boku, Cece neví, kdo Rocky je. Rocky se snaží udělat vše, aby si CeCe pamatovala jejich společně strávené okamžiky, ale CeCe si nepamatuje nic, ani to, že se přátelí s Rocky. Naopak si myslí, že její nejlepší kamarádka je Tinka. Rocky je zoufalá. Písně: Shake It Up, Remember Me Chybí: — Hosté: — Poznámka: Tento díl je posledním dílem seriálu. |           |                          |                 |                          |                                |                    |                    |               |